# Darlots Creek
Darlots Creek är ett vattendrag i Australien. Det ligger i delstaten Victoria, omkring 280 kilometer väster om delstatshuvudstaden Melbourne.
Trakten runt Darlots Creek består till största delen av jordbruksmark. Genomsnittlig årsnederbörd är 1 016 millimeter. Den regnigaste månaden är juni, med i genomsnitt 164 mm nederbörd, och den torraste är februari, med 28 mm nederbörd.